# كتك السفلى (غندمان)
كتك السفلى (بالفارسية: کتک سفلی) هي قرية تقع في إيران في قسم غندمان الريفي. يقدر عدد سكانها بـ 57 نسمة بحسب إحصاء 2016.